# Миле Арнаутовски
Миле Арнаутовски (Београд, 22. јун 1925 — 1999), учесник Народноослободилачке борбе и генерал-потпуковник ЈНА.

## Биографија
Рођен је 1925. године у Београду. Члан Савеза комунистичке омладине Југославије постао је 1941. године. Био је руководилац Организације СКОЈ-а у Охридској гимназији и у Резбарском училишту.
Члан Комунистичке партије Југославије постао је октобра 1943. године, а истог месеца и члан Месног комитета СКОЈ-а. Од јуна 1944. је био борац Прве македонске ударне бригаде и секретар Бригадног комитета СКОЈ-а. Учествовао је у пробоју Сремског фронта у априлу 1945. године.
После рата је био омладински руководилац у 48. македонској дивизији (1945-1947). Студирао је на Техничком факултету (одељење за бродоградњу) у Загребу (1948—1954), а након дипломирања био је пројектант и руководилац Сектора за бродоградњу Морнаричко-техничког института ЈРМ (1954-1969), члан заповедништва Скопске војне области (1969-1976) и републички секретар за народну одбрану Македоније (1976-1984).
Пензионисан је 1988. године у чину генерал-потпуковника ЈНА.
Носилац је Партизанске споменице 1941. и више југословенских одликовања.